# Ямок (Тверская область)
Ямо́к — деревня в Калининском районе Тверской области. Относится к Медновскому сельскому поселению.

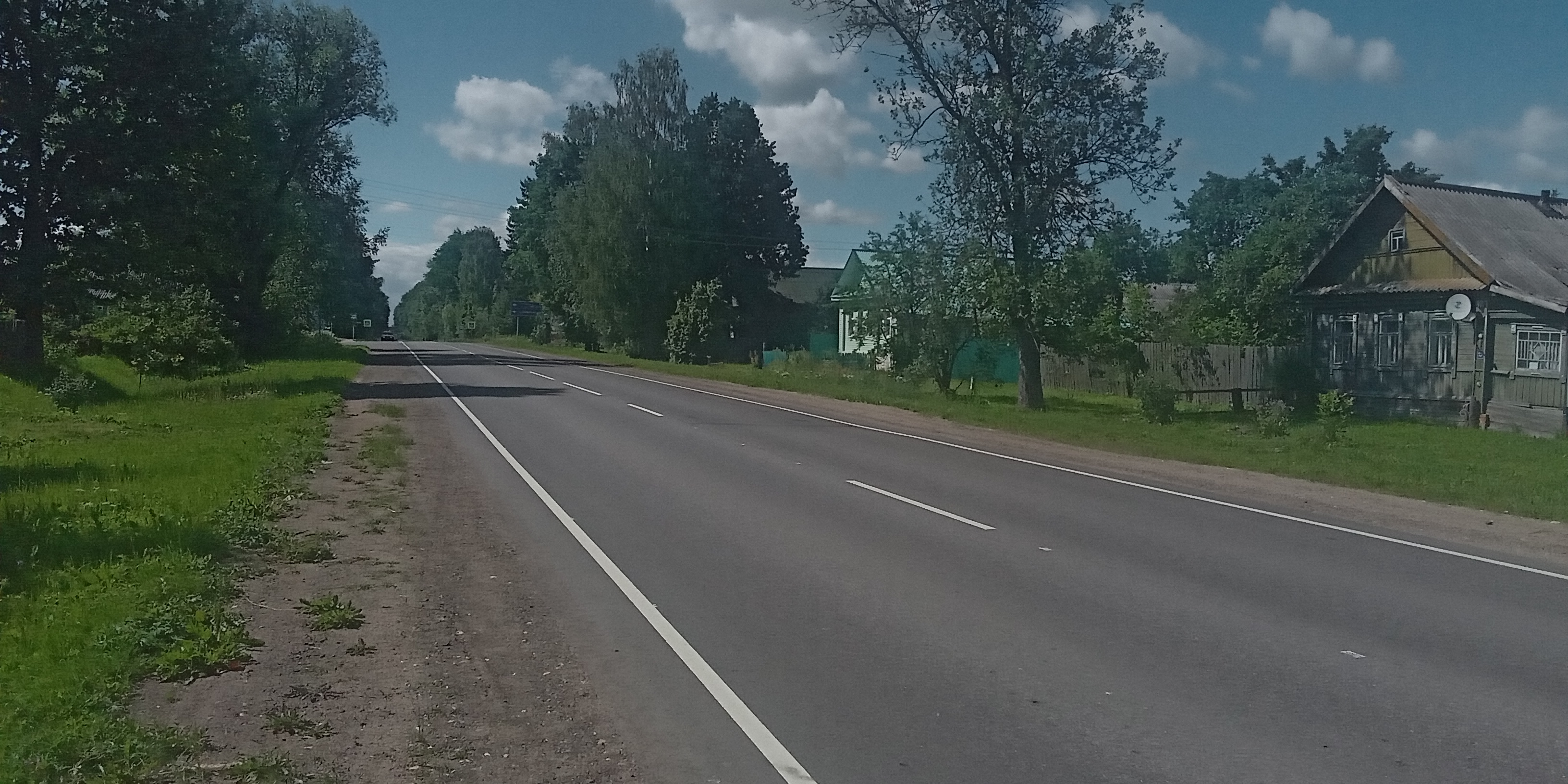
Дорога в деревне Ямок

Расположена в 2,5 км к северо-западу от села Медное (от левобережной части Медного, деревни Слобода — 1 км). Деревня расположена на старом шоссе Москва—Петербург, новая трасса М10 (обход Медного) проходит в 1 км к северу. К югу от деревни — река Тверца.
Население по переписи 2002 года — 48 человек, 21 мужчина, 27 женщин.
Сосновые леса вдоль Тверцы к югу и юго-западу от деревни — традиционные места детского отдыха. В Советское время здесь было 4 пионерлагеря, детские дачи, база отдыха.
В 2000 году к югу от деревни открыт Мемориальный комплекс «Медное» — международный мемориал на месте захоронения жертв репрессий 1930-х — 1940-х годов.

## Население
| 2008 | 2010 |
| ---- | ---- |
| 26   | ↘21  |